# Nikara
Nikara é um gênero de traça pertencente à família Arctiidae.